# Ugo Spirito
Ugo Spirito (9 de septiembre de 1896, Arezzo - 28 de abril de 1979, Roma ) fue un filósofo italiano; al principio, un filósofo político fascista y luego un pensador idealista. También ha sido académico y docente universitario.

## Primeros años
Spirito realizó estudios académicos en derecho y filosofía.  Inicialmente fue un defensor del positivismo, aunque en 1918, mientras asistía a la Universidad Sapienza de Roma , abandonó su puesto para convertirse en un seguidor del Idealismo Actual de Giovanni Gentile.  A la edad de 22 años se autoproclamó fascista y actualista.

## Fascismo
El interés particular de Spirito por el fascismo era el corporativismo y llegó a discutir el tema en profundidad a través de la revista Nuovi Studi di Diritto, Economica e Politica.  Escribió extensamente sobre su tema favorito del "corporativismo integral", un sistema en el que la propiedad se concentraría en manos de los trabajadores en lugar de los accionistas.  Esta creencia en el corporativismo integral se equiparó a veces con un compromiso con la propiedad común.  Por lo tanto, efectivamente representó a la izquierda del fascismo apoyando el corporativismo como un medio de nacionalización masiva y fue el blanco de las críticas de otros fascistas que lo acusaron deBolchevismo .  Los ideales económicamente izquierdistas de Spirito no se materializaron en la Italia fascista y en los últimos años del fascismo, Spirito perdió el favor de Benito Mussolini .  De hecho, en 1942 incluso intentó publicar un libro de sus teorías, titulado Revolutionary War , pero Mussolini le negó el permiso.

## Carrera académica
Fuera de su participación en la política fascista, Spirito ocupó cátedras en la Universidad de Pisa , la Universidad de Messina , la Universidad de Génova y en la propia Roma.  Inicialmente, su atención académica se centró en la economía y el derecho penal, pero más adelante en su carrera se interesó más por las cuestiones filosóficas.  En términos de publicaciones, se desempeñó como editor del Giornale Critico della Filosofia Italiana y Enciclopedia Italiana y como director adjunto de Nuovi Studi di Diritto, Economica e Politica .

## Obras
- El pragmatismo en la filosofía contemporánea, 1921
- Historia del derecho penal italiano, 1925
- El nuevo derecho penal, 1929
- Crítica de la economía liberal, 1930
- Los fundamentos de la economía corporativa, 1932
- Capitalismo y corporativismo, 1933
- De la economía liberal al corporativismo, 1939
- Gentile y Marx, 1947
- El problematicismo, 1948
- Comienzo de una nueva era, 1961
- El comunismo, 1975
- Del actualismo al problematicismo, 1976
- Memorias de un inconsciente, 1977

## Otras lecturas
- Antonio Cammarana , Proposizioni sulla filosofia di Giovanni Gentile , prefazione del Sen. Armando Plebe , Roma, Gruppo parlamentare MSI-DN, Senato della Repubblica, 1975, 157 Pagine, Biblioteca Nazionale Centrale di Firenze BN 758951.
- Antonio Cammarana , Teorica della reazione dialettica: filosofia del postcomunismo , Roma, Gruppo parlamentare MSI-DN, Senato della Repubblica, 1976, 109 Pagine, Biblioteca Nazionale Centrale di Firenze BN 775492.
- Antonio Russo , Ugo Spirito. Dal positivismo all'antiscienza , Milano, Guerini editore, 1999, 240 Pagine.